# Stichophthalma bowringi
Stichophthalma bowringi är en fjärilsart som beskrevs av Chun 1929. Stichophthalma bowringi ingår i släktet Stichophthalma och familjen praktfjärilar. Inga underarter finns listade i Catalogue of Life.